# Coelogyne velutina
Coelogyne velutina là một loài thực vật có hoa trong họ Lan. Loài này được de Vogel mô tả khoa học đầu tiên năm 1992.